# Marathon aux Jeux olympiques d'été de 1952
Pour un article plus général, voir Athlétisme aux Jeux olympiques d'été de 1952.
Navigation
Londres 1948 Melbourne 1956
L'épreuve du marathon aux Jeux olympiques d'été de 1952 s'est déroulée le 27 juillet 1952 à Helsinki, en Finlande. Elle est remportée par le Tchécoslovaque Emil Zátopek.

## Résultats
| Rang               | Athlète                 | Pays             | Temps             |
| ------------------ | ----------------------- | ---------------- | ----------------- |
| Médaille d'or      | Emil Zátopek            | Tchécoslovaquie  | 2 h 23 min 03 s 2 |
| Médaille d'argent  | Reinaldo Gorno          | Argentine        | 2 h 25 min 35 s 0 |
| Médaille de bronze | Gustaf Jansson          | Suède            | 2 h 26 min 07 s 0 |
| 4                  | Choi Yun-Chil           | Corée du Sud     | 2 h 26 min 36 s 0 |
| 5                  | Veikko Karvonen         | Finlande         | 2 h 26 min 41 s 8 |
| 6                  | Delfo Cabrera           | Argentine        | 2 h 26 min 42 s 4 |
| 7                  | József Dobronyi         | Hongrie          | 2 h 28 min 04 s 8 |
| 8                  | Erkki Puolakka          | Finlande         | 2 h 29 min 35 s 0 |
| 9                  | Geoffrey Iden           | Grande-Bretagne  | 2 h 30 min 42 s 0 |
| 10                 | Wally Hayward           | Afrique du Sud   | 2 h 31 min 50 s 2 |
| 11                 | Syd Luyt                | Afrique du Sud   | 2 h 32 min 41 s 0 |
| 12                 | Gustaf Östling          | Suède            | 2 h 32 min 48 s 4 |
| 13                 | Victor Dyrgall          | États-Unis       | 2 h 32 min 52 s 4 |
| 14                 | Luis Celedón            | Chili            | 2 h 33 min 45 s 8 |
| 15                 | Adrien van de Zande     | Pays-Bas         | 2 h 33 min 50 s 0 |
| 16                 | Viktor Olsen            | Norvège          | 2 h 33 min 58 s 4 |
| 17                 | Mikko Hietanen          | Finlande         | 2 h 34 min 01 s 0 |
| 18                 | Charles Dewachtere      | Belgique         | 2 h 34 min 32 s 0 |
| 19                 | William Keith           | Afrique du Sud   | 2 h 34 min 38 s 0 |
| 20                 | Yakov Moskachenkov      | Union soviétique | 2 h 34 min 43 s 8 |
| 21                 | Mihály Esztergomi       | Hongrie          | 2 h 35 min 10 s 0 |
| 22                 | Doroteo Flores          | Guatemala        | 2 h 35 min 40 s 0 |
| 23                 | Jean Simonet            | Belgique         | 2 h 35 min 43 s 0 |
| 24                 | Jakob Kjersem           | Norvège          | 2 h 36 min 14 s 0 |
| 25                 | Katsuo Nishida          | Japon            | 2 h 36 min 19 s 0 |
| 26                 | Keizo Yamada            | Japon            | 2 h 38 min 11 s 2 |
| 27                 | Feodosy Vanin           | Union soviétique | 2 h 38 min 22 s 0 |
| 28                 | Grigory Suchkov         | Union soviétique | 2 h 38 min 28 s 8 |
| 29                 | Henry Norrström         | Suède            | 2 h 38 min 57 s 4 |
| 30                 | Dieter Engelhardt       | Allemagne        | 2 h 39 min 37 s 2 |
| 31                 | Cristea Dinu            | Roumanie         | 2 h 39 min 42 s 2 |
| 32                 | Jean Leblond            | Belgique         | 2 h 40 min 37 s 0 |
| 33                 | Choi Chung-Sik          | Corée du Sud     | 2 h 41 min 23 s 0 |
| 34                 | John Systad             | Norvège          | 2 h 41 min 29 s 8 |
| 35                 | Jaroslav Šourek         | Tchécoslovaquie  | 2 h 41 min 40 s 4 |
| 36                 | Tom Jones               | États-Unis       | 2 h 42 min 50 s 0 |
| 37                 | Robert Prentice         | Australie        | 2 h 43 min 13 s 4 |
| 38                 | Muhammad Havlidar Aslam | Pakistan         | 2 h 43 min 38 s 2 |
| 39                 | Adolf Gruber            | Autriche         | 2 h 45 min 02 s 0 |
| 40                 | Paul Collins            | Canada           | 2 h 45 min 58 s 0 |
| 41                 | Vasile Teodosiu         | Roumanie         | 2 h 46 min 00 s 8 |
| 42                 | Erik Simonsen           | Danemark         | 2 h 46 min 41 s 4 |
| 43                 | Ludwig Warnemünde       | Allemagne        | 2 h 50 min 00 s 0 |
| 44                 | Ted Corbitt             | États-Unis       | 2 h 51 min 09 s 0 |
| 45                 | Claude Smeal            | Australie        | 2 h 52 min 23 s 0 |
| 46                 | Asfò Bussotti           | Italie           | 2 h 52 min 55 s 0 |
| 47                 | Winand Osiński          | Pologne          | 2 h 54 min 38 s 2 |
| 48                 | Olaf Sørensen           | Danemark         | 2 h 55 min 21 s 0 |
| 49                 | Joseph West             | Irlande          | 2 h 56 min 22 s 8 |
| 50                 | Rudolf Morgenthaler     | Suisse           | 2 h 56 min 33 s 0 |
| 51                 | Abdelgani Abdel Fattah  | Égypte           | 2 h 56 min 56 s 0 |
| 52                 | Surat Mathur            | Inde             | 2 h 58 min 09 s 2 |
| 53                 | Artidoro Berti          | Italie           | 2 h 58 min 36 s 2 |
| –                  | Ahmet Aytar             | Turquie          | DNF               |
| –                  | Franjo Krajčar          | Yougoslavie      | DNF               |
| –                  | Hong Jong-O             | Corée du Sud     | DNF               |
| –                  | Muhammad Ben Aras       | Pakistan         | DNF               |
| –                  | Lionel Billas           | France           | DNF               |
| –                  | Constantin Radu         | Roumanie         | DNF               |
| –                  | Corsino Fernández       | Argentine        | DNF               |
| –                  | Raúl Inostroza          | Chili            | DNF               |
| –                  | Luis Velásquez          | Guatemala        | DNF               |
| –                  | Stan Cox                | Grande-Bretagne  | DNF               |
| –                  | Jim Peters              | Grande-Bretagne  | DNF               |
| –                  | Egilberto Martufi       | Italie           | DNF               |
| –                  | Yoshitaka Uchikawa      | Japon            | DNF               |

## Légende
Records et Performances
- AR : Record continental (area record)
- CR : Record des championnats (championship record)
- MR : Record du meeting (meet record)
- NR : Record national (national record)
- OR : Record olympique (olympic record)
- PR : Record paralympique (paralympic record)
- PB : Record personnel (personal best)
- SB : Meilleure performance personnelle de la saison (season's best)
- WL : Meilleure performance mondiale de l'année (world leader)
- WJR : Record du monde junior (world junior record)
- WR : Record du monde (world record)

Circonstances et Conditions
- DNF : N'a pas terminé (did not finish)
- DNS : N'a pas pris le départ (did not start)
- DQ : Disqualification (disqualification)
- NM : Aucun essai valable enregistré (No Mark)
- Q : Qualifié « directement » au prochain tour (ou à la prochaine compétition), lors d'une compétition majeure, grâce au classement ou à la réalisation des minima (automatic qualifier)
- q : Qualifié au prochain tour (ou à la prochaine compétition), lors d'une compétition majeure, grâce au repêchage ou à la réalisation de l'une des meilleures performances parmi celles des « non qualifiés directement » (grâce au meilleur temps ou à la meilleure distance par exemple) (secondary qualifier)